# Форт № 1a — Грёбен
Форт № 1а «Грёбен» — фортификационное сооружение города-крепости Кёнигсберг, один из малых фортов, промежуточное укрепление фортового пояса «Ночная перина Кёнигсберга», назван в честь прусского генерала Карла фон Гребена.
Адрес:	Калининградская область, Гурьевский городской округ, п. Малое Исаково.
В настоящее время форт является объектом Министерства обороны, доступ на территорию закрыт.
Постановлением Правительства Калининградской области от 23 марта 2007 года № 132 межфортовое сооружение № 1а «Гребен» получило статус объекта культурного наследия регионального значения.